# Crotalaria stenoptera
Crotalaria stenoptera är en ärtväxtart som beskrevs av John Gilbert Baker. Crotalaria stenoptera ingår i släktet sunnhampor, och familjen ärtväxter. Inga underarter finns listade i Catalogue of Life.